# André Rolland de Denus
Pour les articles homonymes, voir André Rolland et Rolland.
André Rolland de Denus (dont le patronyme est Rolland de Denus ; Arsac, 10 septembre 1849 - ?, 4 août 1904) est un écrivain français du XIXe siècle, auteur du Dictionnaire des appellations ethniques de la France et de ses colonies.

## Biographie
Il fut membre de la Société de géographie de Bordeaux et de la Société archéologique de la Dordogne, président de la Société des beaux-arts de la Dordogne et avocat (en 1889).
Il a notamment rédigé un Dictionnaire des appellations ethniques de la France et de ses colonies, où il utilise le terme appellation ethnique en lieu et place de gentilé.
Ce dictionnaire fournit les gentilés en entrée : par exemple, il faut chercher à Français et non pas à France.
Même vieilli, c'est apparemment le seul dictionnaire imprimé jamais paru consacré aux gentilés de la France. Il s'agit en ce sens d'un ouvrage fondateur de la gentilistique française. On peut aujourd'hui consulter la base de données en ligne ayant Habitants.fr qui est la continuation de ce Dictionnaire.
Cet ouvrage est aussi bien incomplet et son auteur (page VII) écrit « Notre Dictionnaire relève à peine quatre mille appellations ethniques » et il semble que les gentilés du Sud-Ouest soient sur-représentés.
On relève aussi deux présupposés qui n'ont pas été confirmés par la suite :
- « Un grand nombre de communes portent le même nom et […] il convient, par suite, de leur donner la même appellation ethnique » (page VII) : c'est là un point de vue normatif et non descriptif.
- « De plus nous croyons que la plupart des habitants des petites communes n'ont jamais été désignés par des appellations de ce genre » (page VII).

### Sources biographiques
- Répartition par départements (France, 1891-1990) du patronyme « Rolland de Denus » fournie par l’Insee et présentée par le site Géopatronyme